# René Gâteaux
René Gâteaux (René-Eugène Gâteaux, ur. 5 maja 1889 w Vitry-le-François, zm. 3 października 1914 w Rouvroy) – francuski matematyk. Zajmował się analizą funkcjonalną (zob. pochodna Gâteaux).

## Życiorys
W 1907 r. rozpoczął studia w École Normale Supérieure, po zakończeniu których wyjechał do Rzymu by kontynuować studia u Vito Volterry. W Rzymie opublikował swoje prace o reprezentacji funkcjonałów ciągłych.
Zginął na początku pierwszej wojny światowej, w bitwie pod Rouvroy (Pas-de-Calais). Najbardziej znane wyniki prac René Gâteaux zostały zredagowane i opublikowane już po jego śmierci przez Paula Lévy'ego. Także pośmiertnie uhonorowany przez francuską Akademię Nauk nagrodą imienia Louisa-Benjamina Francœur w 1916 r.